# ستيف بيل
ستيف بيل (بالإنجليزية: Steve Bell)‏ (7 يناير 1975 بالولايات المتحدة - ) هو لاعب كرة قدم أمريكي في مركز الوسط. لعب مع تامبا باي موتيني وبيتسبورغ ريفرهوندز وWashington Warthogs ‏.

## وصلات خارجية
- ستيف بيل على موقع الدوري الأمريكي (الإنجليزية)
- ستيف بيل على موقع قاعدة بيانات كرة القدم.إي يو (الإنجليزية)